# Vitis mengziensis
Vitis mengziensis är en vinväxtart som beskrevs av Chao Luang Li. Vitis mengziensis ingår i släktet vinsläktet, och familjen vinväxter. Inga underarter finns listade i Catalogue of Life.